# Bloembodem

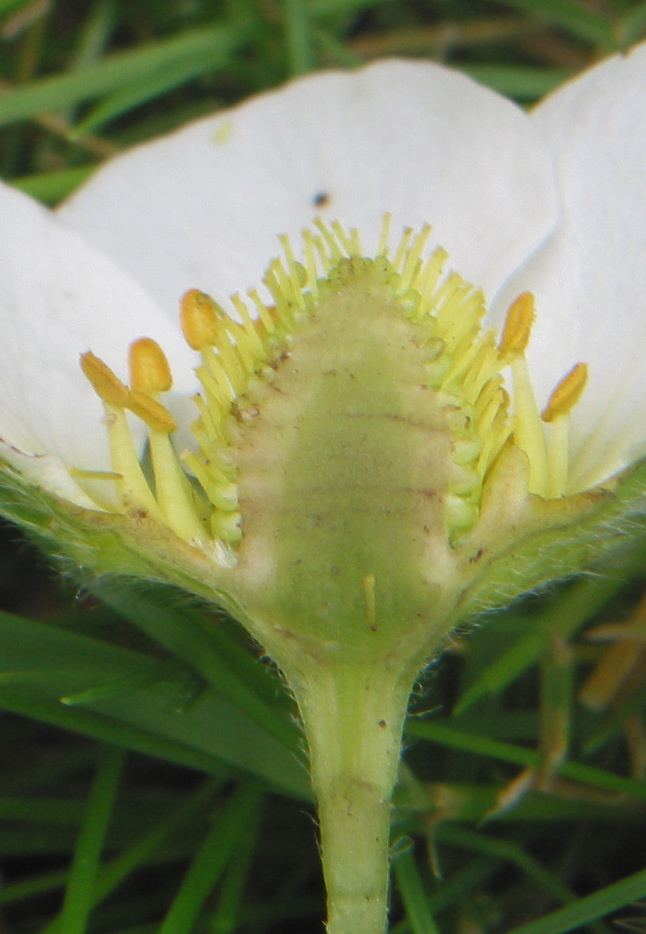
Lengtedoorsnede vlezige bloembodem aardbei

De bloembodem (het receptaculum) is bij een bloem het al of niet verbrede eind van de stengel (de bloemsteel) waarop de bloemdelen staan ingeplant. In de regel is dit stengeldeel zo kort, dat er geen knopen (en dus geen leden) te onderscheiden zijn. De bloembodem kan vlak, hol of bol zijn. 
Als onderdelen van de bloembodem zijn te onderscheiden::46:62
1. de anthofoor, soms een steeltje boven de kelk, waarop de bloemkroon, de meeldraden en de stamper op staan ingeplant
2. de meeldraaddrager (androfoor), waarop de meeldraden zijn ingeplant
3. de stamperdrager (gynofoor), waarop de stamper(s) staan
4. de androgynofoor (combinatie van de stamperdrager en de meeldraaddrager)
5. de schijf, een verdikking die vaak bestaat uit honingklieren

De vorm van de bloembodem en de plaats van de stamper(s) geven aanleiding tot het volgende onderscheid van bloemtypen:
- onderstandige (hypogynische) bloemen, met de bloembekleedsels en de meeldraden lager ingeplant dan de stampers
- perigynische bloemen, met vrijstaande stamper
- bovenstandige (epigynische) bloemen, bloembekleedsel schijnbaar op het vruchtbeginsel geplaatst

Soms is de bloembodem boven de inplanting van kelk en kroon verhoogd of tot een schijf aangezwollen. Een schijf- of ringvormige verdikking van de bloembodem wordt schijf of discus genoemd en heeft nectarklieren. Een discus komt onder andere voor bij esdoorn (Acer).
De bloembodem is bij sommige soorten betrokken bij de vorming van een schijnvrucht, zoals bij de aardbei.
De term bloembodem gebruikt men doorgaans ook bij bloeiwijzen, zoals voor de verbrede hoofdas van een hoofdje of van een korfje bij de bloeiwijzen van samengesteldbloemigen. 